# L'Aile Bleue
L'Aile Bleue était le nom du réseau de transport interurbain du département de l'Indre, en région Centre-Val de Loire.
La loi NOTRe (loi no 2015-991) du 7 août 2015, confie à la région Centre-Val de Loire, la compétence des transports interurbains et scolaires qui ne sont donc plus assurés par le conseil départemental de l'Indre, depuis le 1er septembre 2017.
Le nom du réseau de transport interurbain de la région Centre-Val de Loire s’appelle : Réseau de mobilité interurbaine (Rémi).

## Géographie
Le réseau fut réparti sur l’ensemble du territoire du département de l'Indre.
Il desservait au total 210 communes dont, 202 sur 243 dans le département de l'Indre, 3 dans le département du Cher et 2 dans le département de la Creuse.

## Histoire
Le réseau est un lointain successeur des Tramways de l'Indre.
Les évènements récents sont les suivants :
- 1er septembre 2008 : remaniement total du réseau ;
- octobre 2008 : aménagement de certains horaires de lignes ;
- 1er septembre 2009 : création du logo avec le papillon et suppression de la ligne M (Chalais ↔ Le Blanc) ;
- 11 décembre 2011 : aménagement de certains horaires de lignes, à la suite de la mise en place du cadencement par la SNCF ;
- 10 décembre 2012 : les communes de Coings, Luant et Villers-les-Ormes ne sont plus desservie par le réseau ;
- 1er septembre 2017 : suppression du réseau L'Aile bleue en application de la loi NOTRe (loi no 2015-991) du 7 août 2015[1], qui confie à la région Centre-Val de Loire la compétence des transports interurbains et scolaires.

## Parc de véhicules
En 2014, le parc est de 27 véhicules dont :
- un Irisbus Daily Touris ;
- un Mercedes-Benz Sprinter.

## Transporteurs
- Gauthier
- Rapides du Poitou
- STI Centre
- Transdev Poitou-Charente

## Réseau
Le réseau comprenait dix-neuf lignes, dont douze lignes à la demande et sept lignes fixes et à la demande. Pour ses sept lignes des dessertes (accessible aussi aux personnes a mobilité réduites) étaient assurées tous les jours à heures régulières. De plus avec le transport à la demande, ses lignes pouvait être prolongées au-delà de leurs arrivées et avec des arrêts supplémentaires entre deux arrêts « fixes ».
La liste des lignes au 31 août 2017 (dernier jour d’existence du réseau) est présentée ci-après :
| Ligne | Caractéristiques | Caractéristiques                                         | Caractéristiques                                         | Caractéristiques                                         | Caractéristiques                                         | Caractéristiques                                         | Caractéristiques                                         | Caractéristiques                                         | Caractéristiques                                         |
| A     | Faverolles-en-Berry ↔ Valençay ⥋ Châteauroux | Faverolles-en-Berry ↔ Valençay ⥋ Châteauroux             | Faverolles-en-Berry ↔ Valençay ⥋ Châteauroux             | Faverolles-en-Berry ↔ Valençay ⥋ Châteauroux             | Faverolles-en-Berry ↔ Valençay ⥋ Châteauroux             | Faverolles-en-Berry ↔ Valençay ⥋ Châteauroux             | Faverolles-en-Berry ↔ Valençay ⥋ Châteauroux             | Faverolles-en-Berry ↔ Valençay ⥋ Châteauroux             | Faverolles-en-Berry ↔ Valençay ⥋ Châteauroux             |
| ----- | --- | -------------------------------------------------------- | -------------------------------------------------------- | -------------------------------------------------------- | -------------------------------------------------------- | -------------------------------------------------------- | -------------------------------------------------------- | -------------------------------------------------------- | -------------------------------------------------------- |
| A     | Ouverture / Fermeture — / — | Longueur —                                               | Durée —                                                  | Nb. d’arrêts 17                                          | Matériel Autocars                                        | Jours de fonctionnement L, Ma, Me, J, V, S               | Jour / Soir / Nuit / Fêtes O / — / N / N                 | Voy. / an —                                              | Transporteur —                                           |
| A     | Desserte : Faverolles-en-Berry, Villentrois, Lye, Fontguenand, La Vernelle, Valençay, Veuil, Vicq-sur-Nahon, Langé, Rouvres-les-Bois, Baudres, Gehée, Moulins-sur-Céphons, Bouges-le-Château, Bretagne, Levroux, Châteauroux |                                                          |                                                          |                                                          |                                                          |                                                          |                                                          |                                                          |                                                          |
| A     | Autre : Ligne fixe et à la demande |                                                          |                                                          |                                                          |                                                          |                                                          |                                                          |                                                          |                                                          |
| A     | Dernière actualisation : — |                                                          |                                                          |                                                          |                                                          |                                                          |                                                          |                                                          |                                                          |
| B     | Val-Fouzon ↔ Vatan ⥋ Châteauroux | Val-Fouzon ↔ Vatan ⥋ Châteauroux                         | Val-Fouzon ↔ Vatan ⥋ Châteauroux                         | Val-Fouzon ↔ Vatan ⥋ Châteauroux                         | Val-Fouzon ↔ Vatan ⥋ Châteauroux                         | Val-Fouzon ↔ Vatan ⥋ Châteauroux                         | Val-Fouzon ↔ Vatan ⥋ Châteauroux                         | Val-Fouzon ↔ Vatan ⥋ Châteauroux                         | Val-Fouzon ↔ Vatan ⥋ Châteauroux                         |
| B     | Ouverture / Fermeture — / — | Longueur —                                               | Durée —                                                  | Nb. d’arrêts 26                                          | Matériel Autocars                                        | Jours de fonctionnement L, Ma, Me, J, V, S               | Jour / Soir / Nuit / Fêtes O / — / N / N                 | Voy. / an —                                              | Transporteur —                                           |
| B     | Desserte : Val-Fouzon, Chabris, Menetou-sur-Nahon, Sembleçay, Dun-le-Poëlier, Saint-Christophe-en-Bazelle, Anjouin, Bagneux, Poulaines, Orville, Buxeuil, Aize, Reboursin, Guilly, Saint-Florentin, Fontenay, La Chapelle-Saint-Laurian, Vatan, Liniez, Ménétréols-sous-Vatan, Saint-Valentin, Brion, La Champenoise, Châteauroux                |                                                          |                                                          |                                                          |                                                          |                                                          |                                                          |                                                          |                                                          |
| B     | Autre : Ligne fixe et à la demande |                                                          |                                                          |                                                          |                                                          |                                                          |                                                          |                                                          |                                                          |
| B     | Dernière actualisation : — |                                                          |                                                          |                                                          |                                                          |                                                          |                                                          |                                                          |                                                          |
| C     | Vatan ⥋ Issoudun | Vatan ⥋ Issoudun                                         | Vatan ⥋ Issoudun                                         | Vatan ⥋ Issoudun                                         | Vatan ⥋ Issoudun                                         | Vatan ⥋ Issoudun                                         | Vatan ⥋ Issoudun                                         | Vatan ⥋ Issoudun                                         | Vatan ⥋ Issoudun                                         |
| C     | Ouverture / Fermeture — / — | Longueur —                                               | Durée —                                                  | Nb. d’arrêts 14                                          | Matériel Autocars                                        | Jours de fonctionnement S                                | Jour / Soir / Nuit / Fêtes O / — / N / N                 | Voy. / an —                                              | Transporteur —                                           |
| C     | Desserte : Vatan, Meunet-sur-Vatan, Luçay-le-Libre, Saint-Pierre-de-Jards, Giroux, Lizeray, Saint-Valentin, La Champenoise, Saint-Aoustrille, Thizay, Neuvy-Pailloux, Chouday, Condé, Issoudun |                                                          |                                                          |                                                          |                                                          |                                                          |                                                          |                                                          |                                                          |
| C     | Autre : Ligne à la demande |                                                          |                                                          |                                                          |                                                          |                                                          |                                                          |                                                          |                                                          |
| C     | Dernière actualisation : — |                                                          |                                                          |                                                          |                                                          |                                                          |                                                          |                                                          |                                                          |
| D     | Pruniers ⥋ Châteauroux | Pruniers ⥋ Châteauroux                                   | Pruniers ⥋ Châteauroux                                   | Pruniers ⥋ Châteauroux                                   | Pruniers ⥋ Châteauroux                                   | Pruniers ⥋ Châteauroux                                   | Pruniers ⥋ Châteauroux                                   | Pruniers ⥋ Châteauroux                                   | Pruniers ⥋ Châteauroux                                   |
| D     | Ouverture / Fermeture — / — | Longueur —                                               | Durée —                                                  | Nb. d’arrêts 11                                          | Matériel Autocars                                        | Jours de fonctionnement L, Me, V                         | Jour / Soir / Nuit / Fêtes O / — / N / N                 | Voy. / an —                                              | Transporteur —                                           |
| D     | Desserte : Pruniers, Bommiers, Ambrault, Saint-Août, Vouillon, Brives, Meunet-Planches, Saint-Aubin, Condé, Sainte-Fauste, Châteauroux |                                                          |                                                          |                                                          |                                                          |                                                          |                                                          |                                                          |                                                          |
| D     | Autre : Ligne à la demande |                                                          |                                                          |                                                          |                                                          |                                                          |                                                          |                                                          |                                                          |
| D     | Dernière actualisation : — |                                                          |                                                          |                                                          |                                                          |                                                          |                                                          |                                                          |                                                          |
| E     | Saint-Août ⥋ La Châtre | Saint-Août ⥋ La Châtre                                   | Saint-Août ⥋ La Châtre                                   | Saint-Août ⥋ La Châtre                                   | Saint-Août ⥋ La Châtre                                   | Saint-Août ⥋ La Châtre                                   | Saint-Août ⥋ La Châtre                                   | Saint-Août ⥋ La Châtre                                   | Saint-Août ⥋ La Châtre                                   |
| E     | Ouverture / Fermeture — / — | Longueur —                                               | Durée —                                                  | Nb. d’arrêts 9                                           | Matériel Autocars                                        | Jours de fonctionnement Me                               | Jour / Soir / Nuit / Fêtes O / — / N / N                 | Voy. / an —                                              | Transporteur —                                           |
| E     | Desserte : Saint-Août, Saint-Chartier, Verneuil-sur-Igneraie, La Berthenoux, Saint-Christophe-en-Boucherie, Thevet-Saint-Julien, Vicq-Exemplet, Lourouer-Saint-Laurent, La Châtre |                                                          |                                                          |                                                          |                                                          |                                                          |                                                          |                                                          |                                                          |
| E     | Autre : Ligne à la demande |                                                          |                                                          |                                                          |                                                          |                                                          |                                                          |                                                          |                                                          |
| E     | Dernière actualisation : — |                                                          |                                                          |                                                          |                                                          |                                                          |                                                          |                                                          |                                                          |
| F     | Culan ↔ La Châtre ⥋ Châteauroux | Culan ↔ La Châtre ⥋ Châteauroux                          | Culan ↔ La Châtre ⥋ Châteauroux                          | Culan ↔ La Châtre ⥋ Châteauroux                          | Culan ↔ La Châtre ⥋ Châteauroux                          | Culan ↔ La Châtre ⥋ Châteauroux                          | Culan ↔ La Châtre ⥋ Châteauroux                          | Culan ↔ La Châtre ⥋ Châteauroux                          | Culan ↔ La Châtre ⥋ Châteauroux                          |
| F     | Ouverture / Fermeture — / — | Longueur —                                               | Durée —                                                  | Nb. d’arrêts 26                                          | Matériel Autocars                                        | Jours de fonctionnement L, Ma, Me, J, V, S, D            | Jour / Soir / Nuit / Fêtes O / — / N / O                 | Voy. / an —                                              | Transporteur —                                           |
| F     | Desserte : Culan, Saint-Maur, Châteaumeillant, Néret, Champillet, Urciers, Feusines, La Motte-Feuilly, Pérassay, Pouligny-Saint-Martin, Pouligny-Notre-Dame, Sainte-Sévère-sur-Indre, Lignerolles, Briantes, Montlevicq, Lacs, La Châtre, Montgivray, Nohant-Vic, Sarzay, Montipouret, Mers-sur-Indre, Tranzault, Lys-Saint-Georges, Châteauroux |                                                          |                                                          |                                                          |                                                          |                                                          |                                                          |                                                          |                                                          |
| F     | Autre : Ligne fixe et à la demande |                                                          |                                                          |                                                          |                                                          |                                                          |                                                          |                                                          |                                                          |
| F     | Dernière actualisation : — |                                                          |                                                          |                                                          |                                                          |                                                          |                                                          |                                                          |                                                          |
| G     | Vijon ⥋ Sainte-Sévère-sur-Indre | Vijon ⥋ Sainte-Sévère-sur-Indre                          | Vijon ⥋ Sainte-Sévère-sur-Indre                          | Vijon ⥋ Sainte-Sévère-sur-Indre                          | Vijon ⥋ Sainte-Sévère-sur-Indre                          | Vijon ⥋ Sainte-Sévère-sur-Indre                          | Vijon ⥋ Sainte-Sévère-sur-Indre                          | Vijon ⥋ Sainte-Sévère-sur-Indre                          | Vijon ⥋ Sainte-Sévère-sur-Indre                          |
| G     | Ouverture / Fermeture — / — | Longueur —                                               | Durée —                                                  | Nb. d’arrêts 7                                           | Matériel Autocars                                        | Jours de fonctionnement Me                               | Jour / Soir / Nuit / Fêtes O / — / N / N                 | Voy. / an —                                              | Transporteur —                                           |
| G     | Desserte : Vijon, Vigoulant, Sazeray, Sainte-Sévère-sur-Indre (Boucle 1) Vijon, Pérassay, Lignerolles, Sainte-Sévère-sur-Indre (Boucle 2) |                                                          |                                                          |                                                          |                                                          |                                                          |                                                          |                                                          |                                                          |
| G     | Autre : Ligne à la demande |                                                          |                                                          |                                                          |                                                          |                                                          |                                                          |                                                          |                                                          |
| G     | Dernière actualisation : — |                                                          |                                                          |                                                          |                                                          |                                                          |                                                          |                                                          |                                                          |
| H     | Neuvy-Saint-Sépulchre ⥋ La Châtre | Neuvy-Saint-Sépulchre ⥋ La Châtre                        | Neuvy-Saint-Sépulchre ⥋ La Châtre                        | Neuvy-Saint-Sépulchre ⥋ La Châtre                        | Neuvy-Saint-Sépulchre ⥋ La Châtre                        | Neuvy-Saint-Sépulchre ⥋ La Châtre                        | Neuvy-Saint-Sépulchre ⥋ La Châtre                        | Neuvy-Saint-Sépulchre ⥋ La Châtre                        | Neuvy-Saint-Sépulchre ⥋ La Châtre                        |
| H     | Ouverture / Fermeture — / — | Longueur —                                               | Durée —                                                  | Nb. d’arrêts 14                                          | Matériel Autocars                                        | Jours de fonctionnement Me, S                            | Jour / Soir / Nuit / Fêtes O / — / N / N                 | Voy. / an —                                              | Transporteur —                                           |
| H     | Desserte : Neuvy-Saint-Sépulchre, Mouhet, Cluis, Montchevrier, La Buxerette, Aigurande, Fougerolles, Crozon-sur-Vauvre, Saint-Denis-de-Jouhet, Crevant, Pouligny-Notre-Dame, Chassignolles, Le Magny, La Châtre |                                                          |                                                          |                                                          |                                                          |                                                          |                                                          |                                                          |                                                          |
| H     | Autre : Ligne à la demande |                                                          |                                                          |                                                          |                                                          |                                                          |                                                          |                                                          |                                                          |
| H     | Dernière actualisation : — |                                                          |                                                          |                                                          |                                                          |                                                          |                                                          |                                                          |                                                          |
| I     | Aigurande ⥋ Châteauroux | Aigurande ⥋ Châteauroux                                  | Aigurande ⥋ Châteauroux                                  | Aigurande ⥋ Châteauroux                                  | Aigurande ⥋ Châteauroux                                  | Aigurande ⥋ Châteauroux                                  | Aigurande ⥋ Châteauroux                                  | Aigurande ⥋ Châteauroux                                  | Aigurande ⥋ Châteauroux                                  |
| I     | Ouverture / Fermeture — / — | Longueur —                                               | Durée —                                                  | Nb. d’arrêts 17                                          | Matériel Autocars                                        | Jours de fonctionnement L, Ma, Me, J, V, S               | Jour / Soir / Nuit / Fêtes O / — / N / N                 | Voy. / an —                                              | Transporteur —                                           |
| I     | Desserte : Chéniers, Lourdoueix-Saint-Pierre, Aigurande, Montchevrier, Orsennes, Lourdoueix-Saint-Michel, Saint-Plantaire, La Buxerette, Cluis, Mouhers, Gournay, Maillet, Bouesse, Neuvy-Saint-Sépulchre, Buxières-d'Aillac, Velles, Châteauroux                                                                                                |                                                          |                                                          |                                                          |                                                          |                                                          |                                                          |                                                          |                                                          |
| I     | Autre : Ligne fixe et à la demande |                                                          |                                                          |                                                          |                                                          |                                                          |                                                          |                                                          |                                                          |
| I     | Dernière actualisation : — |                                                          |                                                          |                                                          |                                                          |                                                          |                                                          |                                                          |                                                          |
| J     | Éguzon-Chantôme ⥋ Argenton-sur-Creuse | Éguzon-Chantôme ⥋ Argenton-sur-Creuse                    | Éguzon-Chantôme ⥋ Argenton-sur-Creuse                    | Éguzon-Chantôme ⥋ Argenton-sur-Creuse                    | Éguzon-Chantôme ⥋ Argenton-sur-Creuse                    | Éguzon-Chantôme ⥋ Argenton-sur-Creuse                    | Éguzon-Chantôme ⥋ Argenton-sur-Creuse                    | Éguzon-Chantôme ⥋ Argenton-sur-Creuse                    | Éguzon-Chantôme ⥋ Argenton-sur-Creuse                    |
| J     | Ouverture / Fermeture — / — | Longueur —                                               | Durée —                                                  | Nb. d’arrêts 11                                          | Matériel Autocars                                        | Jours de fonctionnement Ma, Me, J, S                     | Jour / Soir / Nuit / Fêtes O / — / N / N                 | Voy. / an —                                              | Transporteur —                                           |
| J     | Desserte : Éguzon-Chantôme, Cuzion, Gargilesse-Dampierre, Badecon-le-Pin, Pommiers, Chavin, Malicornay, Le Menoux, Le Pêchereau |                                                          |                                                          |                                                          |                                                          |                                                          |                                                          |                                                          |                                                          |
| J     | Autre : Fonctionnait le lundi et vendredi, durant la période estivale. Ligne à la demande |                                                          |                                                          |                                                          |                                                          |                                                          |                                                          |                                                          |                                                          |
| J     | Dernière actualisation : — |                                                          |                                                          |                                                          |                                                          |                                                          |                                                          |                                                          |                                                          |
| K     | Cuzion ⥋ Argenton-sur-Creuse | Cuzion ⥋ Argenton-sur-Creuse                             | Cuzion ⥋ Argenton-sur-Creuse                             | Cuzion ⥋ Argenton-sur-Creuse                             | Cuzion ⥋ Argenton-sur-Creuse                             | Cuzion ⥋ Argenton-sur-Creuse                             | Cuzion ⥋ Argenton-sur-Creuse                             | Cuzion ⥋ Argenton-sur-Creuse                             | Cuzion ⥋ Argenton-sur-Creuse                             |
| K     | Ouverture / Fermeture — / — | Longueur —                                               | Durée —                                                  | Nb. d’arrêts 6                                           | Matériel Autocars                                        | Jours de fonctionnement Me                               | Jour / Soir / Nuit / Fêtes O / — / N / N                 | Voy. / an —                                              | Transporteur —                                           |
| K     | Desserte : Cuzion, Éguzon-Chantôme, Baraize, Bazaiges, Ceaulmont, Argenton-sur-Creuse |                                                          |                                                          |                                                          |                                                          |                                                          |                                                          |                                                          |                                                          |
| K     | Autre : Ligne à la demande |                                                          |                                                          |                                                          |                                                          |                                                          |                                                          |                                                          |                                                          |
| K     | Dernière actualisation : — |                                                          |                                                          |                                                          |                                                          |                                                          |                                                          |                                                          |                                                          |
| L     | Tilly ↔ Lignac ⥋ Argenton-sur-Creuse | Tilly ↔ Lignac ⥋ Argenton-sur-Creuse                     | Tilly ↔ Lignac ⥋ Argenton-sur-Creuse                     | Tilly ↔ Lignac ⥋ Argenton-sur-Creuse                     | Tilly ↔ Lignac ⥋ Argenton-sur-Creuse                     | Tilly ↔ Lignac ⥋ Argenton-sur-Creuse                     | Tilly ↔ Lignac ⥋ Argenton-sur-Creuse                     | Tilly ↔ Lignac ⥋ Argenton-sur-Creuse                     | Tilly ↔ Lignac ⥋ Argenton-sur-Creuse                     |
| L     | Ouverture / Fermeture — / — | Longueur —                                               | Durée —                                                  | Nb. d’arrêts 21                                          | Matériel Autocars                                        | Jours de fonctionnement L, Ma, Me, J, V, S               | Jour / Soir / Nuit / Fêtes O / — / N / N                 | Voy. / an —                                              | Transporteur —                                           |
| L     | Desserte : Tilly, Bonneuil, Beaulieu, Lignac, Dunet, Chaillac, Prissac, Mouhet, La Châtre-Langlin, Roussines, Saint-Benoît-du-Sault, Sacierges-Saint-Martin, Saint-Civran, Parnac, Saint-Gilles, Vigoux, Chazelet, Luzeret, Celon, Argenton-sur-Creuse                                                                                           |                                                          |                                                          |                                                          |                                                          |                                                          |                                                          |                                                          |                                                          |
| L     | Autre : Ligne à la demande |                                                          |                                                          |                                                          |                                                          |                                                          |                                                          |                                                          |                                                          |
| L     | Dernière actualisation : — |                                                          |                                                          |                                                          |                                                          |                                                          |                                                          |                                                          |                                                          |
| N     | Ingrandes ↔ Le Blanc ⥋ Argenton-sur-Creuse ↔ Châteauroux | Ingrandes ↔ Le Blanc ⥋ Argenton-sur-Creuse ↔ Châteauroux | Ingrandes ↔ Le Blanc ⥋ Argenton-sur-Creuse ↔ Châteauroux | Ingrandes ↔ Le Blanc ⥋ Argenton-sur-Creuse ↔ Châteauroux | Ingrandes ↔ Le Blanc ⥋ Argenton-sur-Creuse ↔ Châteauroux | Ingrandes ↔ Le Blanc ⥋ Argenton-sur-Creuse ↔ Châteauroux | Ingrandes ↔ Le Blanc ⥋ Argenton-sur-Creuse ↔ Châteauroux | Ingrandes ↔ Le Blanc ⥋ Argenton-sur-Creuse ↔ Châteauroux | Ingrandes ↔ Le Blanc ⥋ Argenton-sur-Creuse ↔ Châteauroux |
| N     | Ouverture / Fermeture — / — | Longueur —                                               | Durée —                                                  | Nb. d’arrêts 23                                          | Matériel Autocars                                        | Jours de fonctionnement L, Ma, Me, J, V, S               | Jour / Soir / Nuit / Fêtes O / — / N / N                 | Voy. / an —                                              | Transporteur Rapides du Poitou                           |
| N     | Desserte : Ingrandes, Concremiers, Le Blanc, Ruffec, Ciron, Oulches, Chitray, Rivarennes, Nuret-le-Ferron, Saint-Gaultier, Thenay, Chasseneuil, Le Pont-Chrétien-Chabenet, Argenton-sur-Creuse, Saint-Marcel, Tendu, Mosnay, La Pérouille, Velles, Châteauroux                                                                                   |                                                          |                                                          |                                                          |                                                          |                                                          |                                                          |                                                          |                                                          |
| N     | Autre : Ligne fixe et à la demande |                                                          |                                                          |                                                          |                                                          |                                                          |                                                          |                                                          |                                                          |
| N     | Dernière actualisation : — |                                                          |                                                          |                                                          |                                                          |                                                          |                                                          |                                                          |                                                          |
| O     | Mérigny ⥋ Le Blanc | Mérigny ⥋ Le Blanc                                       | Mérigny ⥋ Le Blanc                                       | Mérigny ⥋ Le Blanc                                       | Mérigny ⥋ Le Blanc                                       | Mérigny ⥋ Le Blanc                                       | Mérigny ⥋ Le Blanc                                       | Mérigny ⥋ Le Blanc                                       | Mérigny ⥋ Le Blanc                                       |
| O     | Ouverture / Fermeture — / — | Longueur —                                               | Durée —                                                  | Nb. d’arrêts 8                                           | Matériel Autocars                                        | Jours de fonctionnement Me, S                            | Jour / Soir / Nuit / Fêtes O / — / N / N                 | Voy. / an —                                              | Transporteur —                                           |
| O     | Desserte : Mérigny, Concremiers, Ingrandes, Saint-Aigny, Le Blanc (Circuit 1) Ruffec, Ciron, Rosnay, Le Blanc (Circuit 2) |                                                          |                                                          |                                                          |                                                          |                                                          |                                                          |                                                          |                                                          |
| O     | Autre : Ligne à la demande |                                                          |                                                          |                                                          |                                                          |                                                          |                                                          |                                                          |                                                          |
| O     | Dernière actualisation : — |                                                          |                                                          |                                                          |                                                          |                                                          |                                                          |                                                          |                                                          |
| P     | Néons-sur-Creuse ↔ Tournon-Saint-Martin ⥋ Le Blanc | Néons-sur-Creuse ↔ Tournon-Saint-Martin ⥋ Le Blanc       | Néons-sur-Creuse ↔ Tournon-Saint-Martin ⥋ Le Blanc       | Néons-sur-Creuse ↔ Tournon-Saint-Martin ⥋ Le Blanc       | Néons-sur-Creuse ↔ Tournon-Saint-Martin ⥋ Le Blanc       | Néons-sur-Creuse ↔ Tournon-Saint-Martin ⥋ Le Blanc       | Néons-sur-Creuse ↔ Tournon-Saint-Martin ⥋ Le Blanc       | Néons-sur-Creuse ↔ Tournon-Saint-Martin ⥋ Le Blanc       | Néons-sur-Creuse ↔ Tournon-Saint-Martin ⥋ Le Blanc       |
| P     | Ouverture / Fermeture — / — | Longueur —                                               | Durée —                                                  | Nb. d’arrêts 8                                           | Matériel Autocars                                        | Jours de fonctionnement Me, S                            | Jour / Soir / Nuit / Fêtes O / — / N / N                 | Voy. / an —                                              | Transporteur —                                           |
| P     | Desserte : Néons-sur-Creuse, Tournon-Saint-Martin, Lurais, Preuilly-la-Ville, Fontgombault, Sauzelles, Pouligny-Saint-Pierre, Le Blanc |                                                          |                                                          |                                                          |                                                          |                                                          |                                                          |                                                          |                                                          |
| P     | Autre : Ligne à la demande |                                                          |                                                          |                                                          |                                                          |                                                          |                                                          |                                                          |                                                          |
| P     | Dernière actualisation : — |                                                          |                                                          |                                                          |                                                          |                                                          |                                                          |                                                          |                                                          |
| Q     | Tournon-Saint-Martin ↔ Azay-le-Ferron ⥋ Châteauroux | Tournon-Saint-Martin ↔ Azay-le-Ferron ⥋ Châteauroux      | Tournon-Saint-Martin ↔ Azay-le-Ferron ⥋ Châteauroux      | Tournon-Saint-Martin ↔ Azay-le-Ferron ⥋ Châteauroux      | Tournon-Saint-Martin ↔ Azay-le-Ferron ⥋ Châteauroux      | Tournon-Saint-Martin ↔ Azay-le-Ferron ⥋ Châteauroux      | Tournon-Saint-Martin ↔ Azay-le-Ferron ⥋ Châteauroux      | Tournon-Saint-Martin ↔ Azay-le-Ferron ⥋ Châteauroux      | Tournon-Saint-Martin ↔ Azay-le-Ferron ⥋ Châteauroux      |
| Q     | Ouverture / Fermeture — / — | Longueur —                                               | Durée —                                                  | Nb. d’arrêts 24                                          | Matériel Autocars                                        | Jours de fonctionnement L, Ma, Me, J, V, S               | Jour / Soir / Nuit / Fêtes O / — / N / N                 | Voy. / an —                                              | Transporteur —                                           |
| Q     | Desserte : Tournon-Saint-Martin, Lureuil, Martizay, Azay-le-Ferron, Rosnay, Obterre, Cléré-du-Bois, Murs, Villiers, Paulnay, Saint-Michel-en-Brenne, Mézières-en-Brenne, Migné, Arpheuilles, Saulnay, Sainte-Gemme, La Chapelle-Orthemale, Vendœuvres, Méobecq, Neuillay-les-Bois, La Pérouille, Châteauroux                                     |                                                          |                                                          |                                                          |                                                          |                                                          |                                                          |                                                          |                                                          |
| Q     | Autre : Ligne fixe et à la demande |                                                          |                                                          |                                                          |                                                          |                                                          |                                                          |                                                          |                                                          |
| Q     | Dernière actualisation : — |                                                          |                                                          |                                                          |                                                          |                                                          |                                                          |                                                          |                                                          |
| R     | Châtillon-sur-Indre ↔ Saint-Michel-en-Brenne ⥋ Le Blanc | Châtillon-sur-Indre ↔ Saint-Michel-en-Brenne ⥋ Le Blanc  | Châtillon-sur-Indre ↔ Saint-Michel-en-Brenne ⥋ Le Blanc  | Châtillon-sur-Indre ↔ Saint-Michel-en-Brenne ⥋ Le Blanc  | Châtillon-sur-Indre ↔ Saint-Michel-en-Brenne ⥋ Le Blanc  | Châtillon-sur-Indre ↔ Saint-Michel-en-Brenne ⥋ Le Blanc  | Châtillon-sur-Indre ↔ Saint-Michel-en-Brenne ⥋ Le Blanc  | Châtillon-sur-Indre ↔ Saint-Michel-en-Brenne ⥋ Le Blanc  | Châtillon-sur-Indre ↔ Saint-Michel-en-Brenne ⥋ Le Blanc  |
| R     | Ouverture / Fermeture — / — | Longueur —                                               | Durée —                                                  | Nb. d’arrêts 9                                           | Matériel Autocars                                        | Jours de fonctionnement L, Ma, Me, J, V, S               | Jour / Soir / Nuit / Fêtes O / — / N / N                 | Voy. / an —                                              | Transporteur —                                           |
| R     | Desserte : Châtillon-sur-Indre, Saint-Michel-en-Brenne, Mézières-en-Brenne, Paulnay, Azay-le-Ferron, Martizay, Lingé, Douadic, Le Blanc |                                                          |                                                          |                                                          |                                                          |                                                          |                                                          |                                                          |                                                          |
| R     | Autre : Ligne à la demande |                                                          |                                                          |                                                          |                                                          |                                                          |                                                          |                                                          |                                                          |
| R     | Dernière actualisation : — |                                                          |                                                          |                                                          |                                                          |                                                          |                                                          |                                                          |                                                          |
| S     | Luçay-le-Mâle ↔ Écueillé ⥋ Châteauroux | Luçay-le-Mâle ↔ Écueillé ⥋ Châteauroux                   | Luçay-le-Mâle ↔ Écueillé ⥋ Châteauroux                   | Luçay-le-Mâle ↔ Écueillé ⥋ Châteauroux                   | Luçay-le-Mâle ↔ Écueillé ⥋ Châteauroux                   | Luçay-le-Mâle ↔ Écueillé ⥋ Châteauroux                   | Luçay-le-Mâle ↔ Écueillé ⥋ Châteauroux                   | Luçay-le-Mâle ↔ Écueillé ⥋ Châteauroux                   | Luçay-le-Mâle ↔ Écueillé ⥋ Châteauroux                   |
| S     | Ouverture / Fermeture — / — | Longueur —                                               | Durée —                                                  | Nb. d’arrêts 18                                          | Matériel Autocars                                        | Jours de fonctionnement L, Ma, Me, J, V, S               | Jour / Soir / Nuit / Fêtes O / — / N / N                 | Voy. / an —                                              | Transporteur —                                           |
| S     | Desserte : Luçay-le-Mâle, Écueillé, Jeu-Maloches, Selles-sur-Nahon, Heugnes, Frédille, Pellevoisin, Villegouin, Argy, Buzançais, Sougé, Saint-Pierre-de-Lamps, Levroux (Saint-Martin-de-Lamps), Francillon, Villegongis, Chezelles, Vineuil, Châteauroux                                                                                         |                                                          |                                                          |                                                          |                                                          |                                                          |                                                          |                                                          |                                                          |
| S     | Autre : Ligne fixe et à la demande |                                                          |                                                          |                                                          |                                                          |                                                          |                                                          |                                                          |                                                          |
| S     | Dernière actualisation : — |                                                          |                                                          |                                                          |                                                          |                                                          |                                                          |                                                          |                                                          |
| T     | Langé ⥋ Valençay | Langé ⥋ Valençay                                         | Langé ⥋ Valençay                                         | Langé ⥋ Valençay                                         | Langé ⥋ Valençay                                         | Langé ⥋ Valençay                                         | Langé ⥋ Valençay                                         | Langé ⥋ Valençay                                         | Langé ⥋ Valençay                                         |
| T     | Ouverture / Fermeture — / — | Longueur —                                               | Durée —                                                  | Nb. d’arrêts 4                                           | Matériel Autocars                                        | Jours de fonctionnement Me                               | Jour / Soir / Nuit / Fêtes O / — / N / N                 | Voy. / an —                                              | Transporteur —                                           |
| T     | Desserte : Langé, Vicq-sur-Nahon, Veuil, Valençay |                                                          |                                                          |                                                          |                                                          |                                                          |                                                          |                                                          |                                                          |
| T     | Autre : Ligne à la demande |                                                          |                                                          |                                                          |                                                          |                                                          |                                                          |                                                          |                                                          |
| T     | Dernière actualisation : — |                                                          |                                                          |                                                          |                                                          |                                                          |                                                          |                                                          |                                                          |

- Pour les lignes « Dessertes », les communes affichées en italiques étaient desservies à la demande.

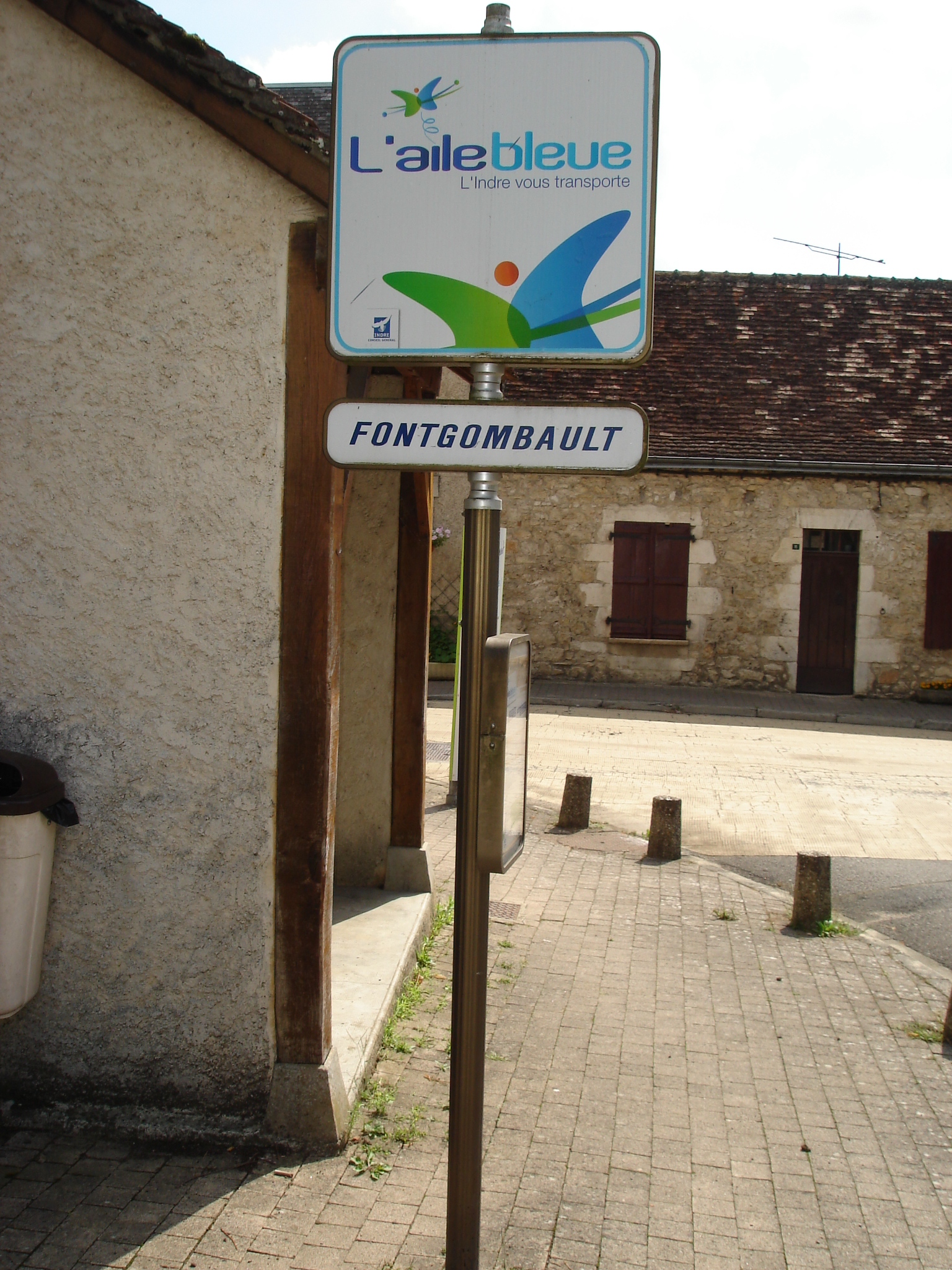
L'arrêt de bus à Fontgombault en 2011.
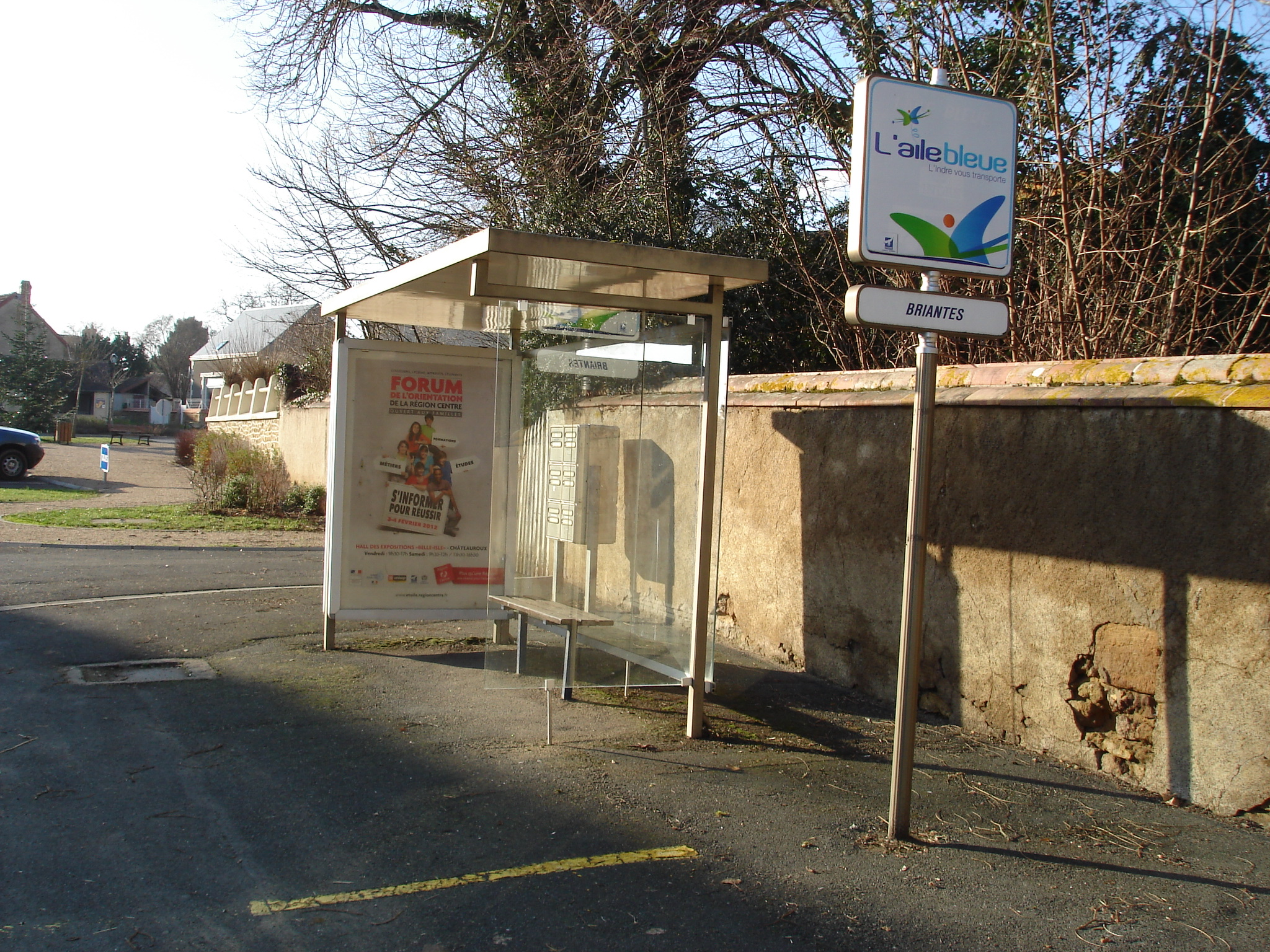
L'arrêt de bus à Briantes en 2012.
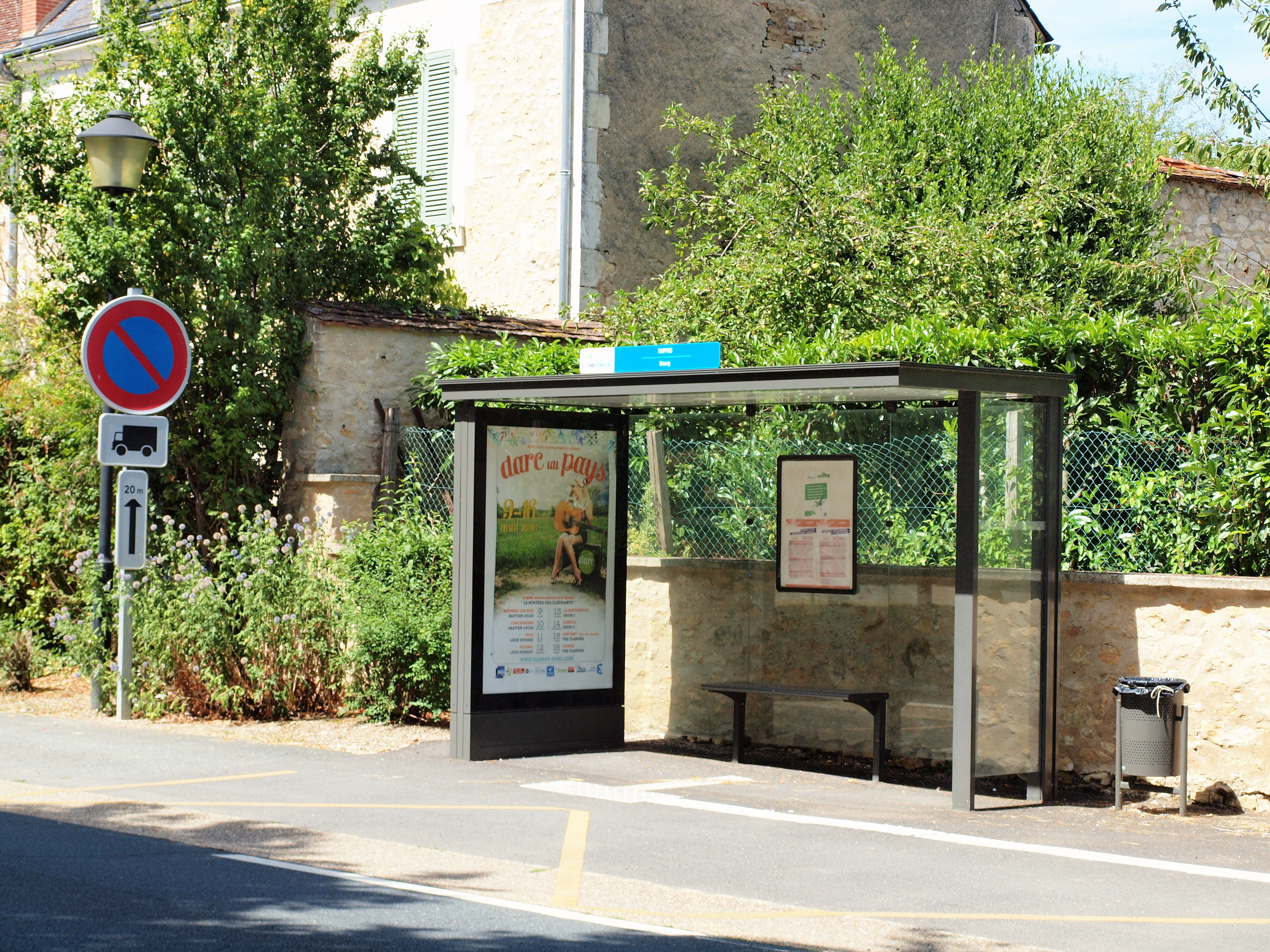
L'arrêt de bus à Ruffec en 2016.
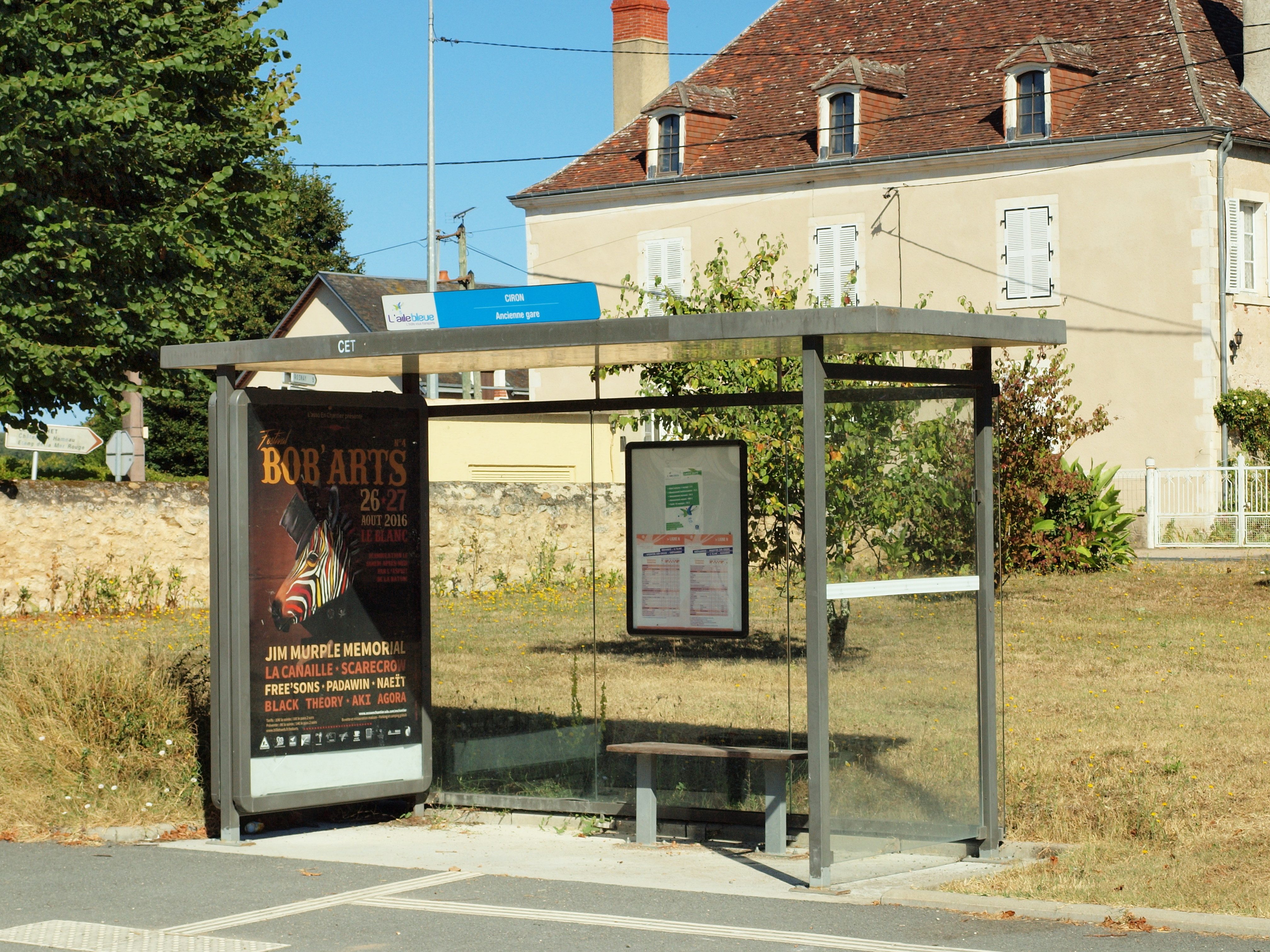
L'arrêt de bus à Ciron en 2016.
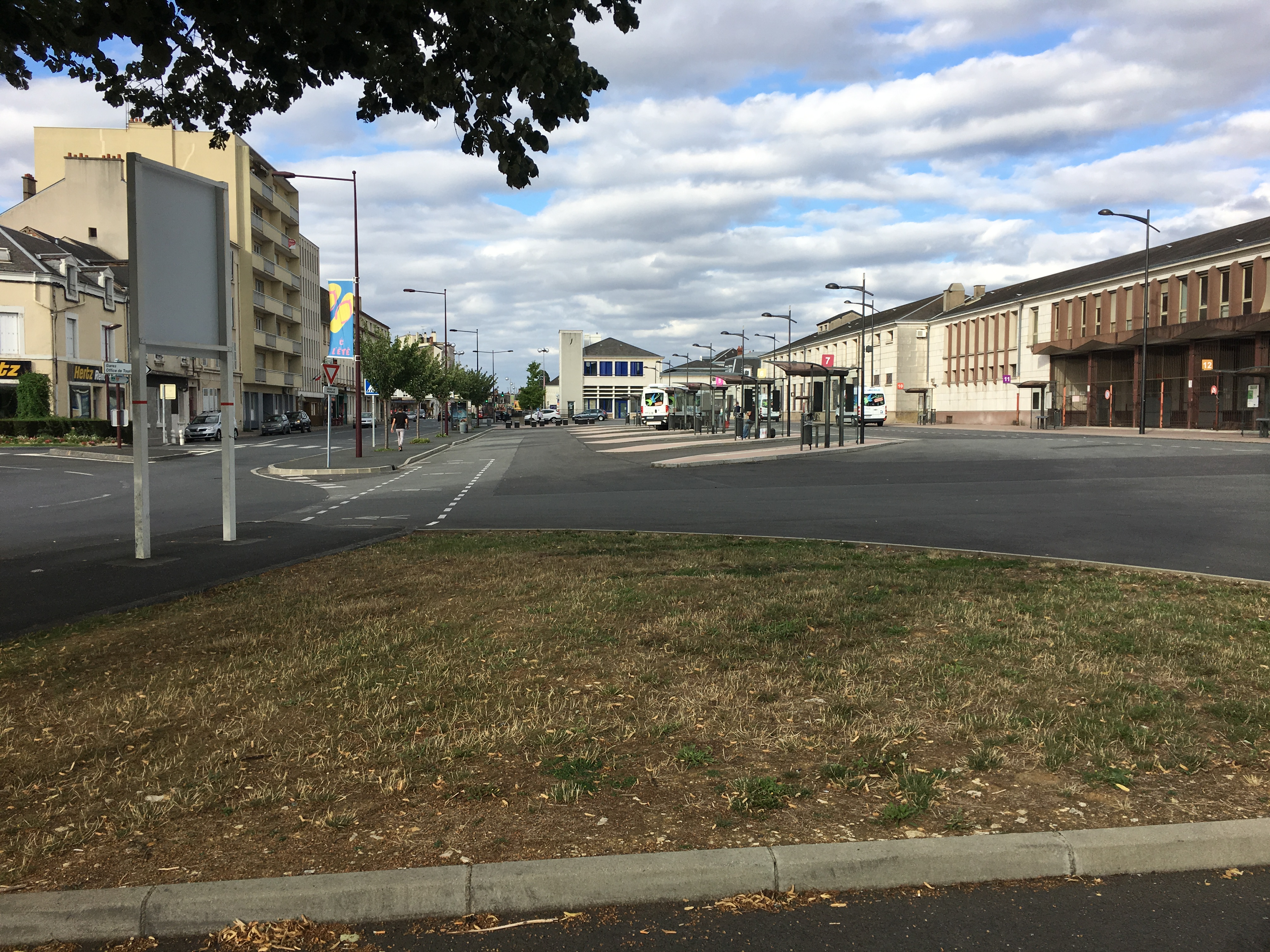
La gare routière de Châteauroux en 2017.

## Chiffres
| Années                          | 01/09/11 31/08/13 | 01/09/12 31/08/13 | 01/09/13 31/08/14 | 01/09/14 31/08/15 | 01/09/15 31/08/16 | 01/09/16 31/08/17 |
| Nombres de voyageurs            | 113 000           | ?                 | ?                 | ?                 | ?                 | ?                 |
| Nombres de voyages              | 113 324           | 129 500           | 122 538           | 124 000           | ?                 | ?                 |
| Nombres de kilomètres parcourus | 811 763           | 820 000           | 834 963           | ?                 | ?                 | ?                 |

## Tarifications
Les tarifs au 31 août 2017 (dernier jour d’existence du réseau) :
| Types de Billets        | Prix en euros | Modalités                                    |
| Billet unitaire         | 3             | Un voyage                                    |
| Abonnement hebdomadaire | 15            | Valable une semaine sur l’ensemble du réseau |
| Abonnement mensuel      | 50            | Valable un mois sur l’ensemble du réseau     |
| Abonnement annuel       | 490           | Valable une année sur l’ensemble du réseau   |
| Carte de 10 voyages     | 18            | Valable sur l’ensemble du réseau             |